# Take 6
Take 6 – amerykańska grupa muzyczna założona w 1980, sekstet śpiewający głównie a cappella. Laureaci 10 nagród Grammy. Współpracowali  m.in. z artystami:
- Stevie Wonder,
- Whitney Houston,
- Ray Charles,
- Quincy Jones,
- Marcus Miller.
- The Manhattan Transfer[2]

## Skład
- Claude V. McKnight III (1980–) pierwszy tenor (falset)
- Mark Kibble (1980–) drugi tenor
- David Thomas (1985–) trzeci/czwarty tenor
- Joey Kibble (1991–) trzeci/czwarty tenor
- Khristian Dentley (2011–) baryton
- Alvin Chea (1985–) bas

### Byli członkowie
- Mervyn Warren (1980–1991) trzeci tenor
- Cedric Dent (1985-2011) baryton

## Dyskografia

### Albumy
- 1988 – Take 6 (Warner Brothers)
- 1990 – So Much 2 Say (Warner Brothers)
- 1991 – He Is Christmas (Warner Brothers)
- 1994 – Join the Band (Warner Brothers)
- 1995 – Best of Take 6 (Warner Brothers)
- 1996 – Brothers (Warner Brothers)
- 1998 – So Cool (Warner Brothers)
- 1999 – Greatest Hits (Warner Brothers)
- 1999 – We Wish You a Merry Christmas (Warner Brothers)
- 2000 – Tonight: Live (Warner Brothers)
- 2000 – Best of Take 6 (Warner Brothers)
- 2002 – Beautiful World (Warner Brothers)
- 2006 – Feels Good (Take 6 Records)
- 2008 – The Standard (Heads Up International)
- 2010 – The Most Wonderful Time of the Year (Heads Up International)
- 2012 - One
- 2016 - Believe
- 2018 - Iconic

### Single
- Spread Love (Reprise, 1988)
- David & Goliath (Reprise, 1988)
- Milky-White Way (Reprise, 1988)
- I L-O-V-E U (Reprise, 1990)
- God Rest Ye Merry Gentlemen (Reprise, 1990)
- Ridin' the Rails (K.D. Lang & Take 6) (Sire, 1990)
- A Quiet Place b/w If We Ever
- Where Do the Children Play (1991)
- I Believe (1991)
- Biggest Part of Me (1994)
- I Will Always Love You
- All I Need (Is a Chance) (1994)
- You Can Never Ask Too Much (1995)
- You Don't Have to Be Afraid (1997)
- One and the Same (featuring CeCe Winans) (Reprise, 1999)
- Takin' It to the Streets (2002)
- Come On (Take 6, 2006)
- More Than Ever (Take 6, 2006)